# Vyšná Olšava
Vyšná Olšava (maďarsky Felsőolsva) je obec na Slovensku v okrese Stropkov. Žije zde 641 obyvatel. První zmínka o obci je z roku 1382. Leží na potoce Olšavce.

## Památky
- Řeckokatolický Chrám početí svatého Jana Křtitele z roku 1880.

## Rodáci
- Michal Baluďanský – ekonom, právník, univerzitní profesor, první rektor univerzity v Petrohradě